# Hòa Quý
Hòa Quý là một phường thuộc quận Ngũ Hành Sơn, thành phố Đà Nẵng, Việt Nam.
Phường Hòa Quý có diện tích 13,51 km², dân số năm 1999 là 8.950 người, mật độ dân số đạt 662 người/km².

## Lịch sử
Phường Hòa Quý được thành lập năm 1997 trên cơ sở xã Hòa Quý và được chuyển từ huyện Hòa Vang về quận Ngũ Hành Sơn mới thành lập. Tại thời điểm này, phường Hòa Quý có 8.793 người.

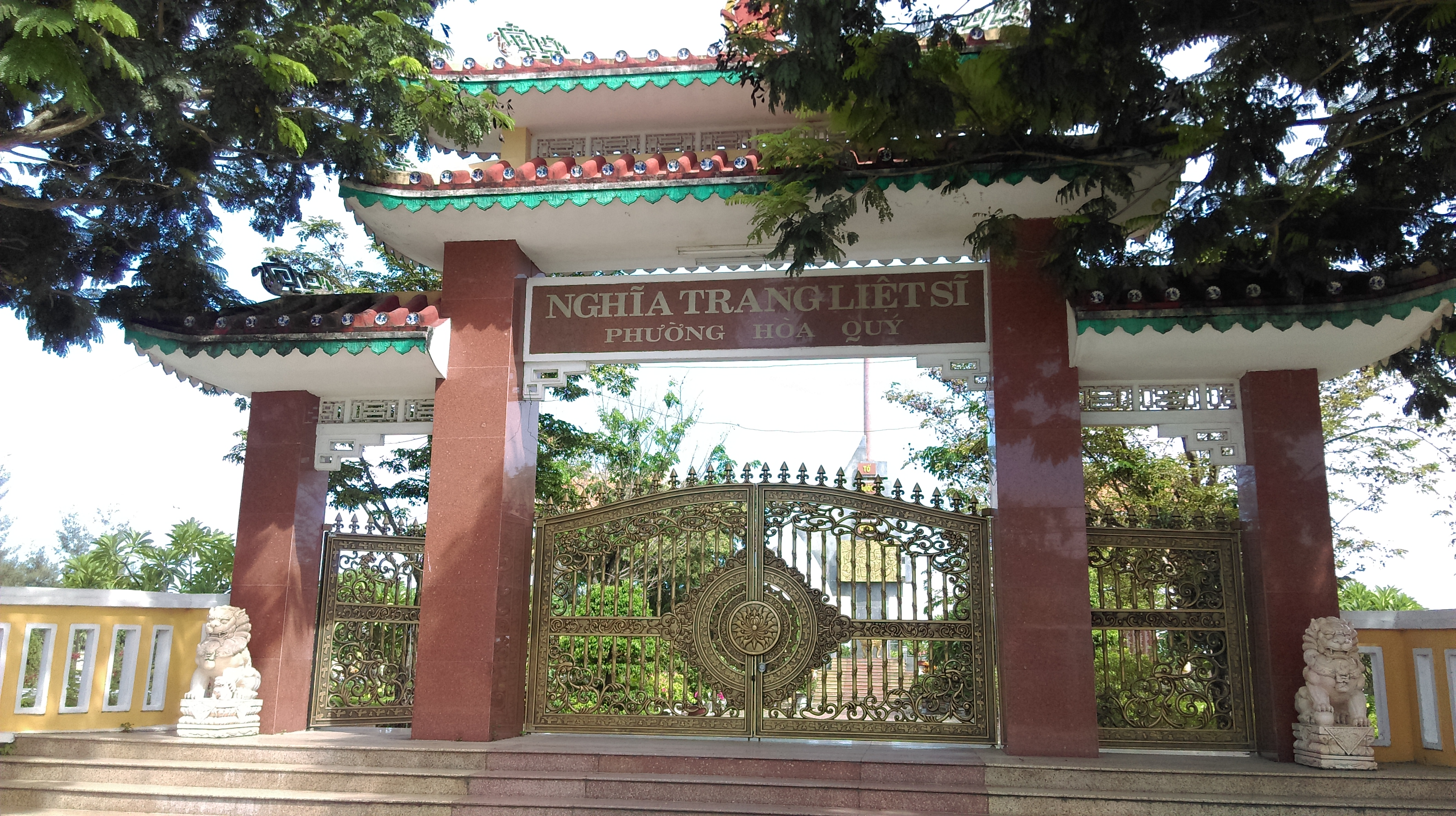
Nghĩa trang Liệt sĩ phường Hòa Quý